# Naro Barbato
Naro Barbato (Parma, 31 marzo 1933 – ...) è stato un fumettista italiano.

## Biografia
Fu attivo principalmente per il mercato francese pubblicando per case editrici come Lug, EdiMonde e ODET; per l'Edizioni Audace in Italia disegnò la serie Hondo scritta da Gianluigi Bonelli. Fondò anche un suo studio per la realizzazione di fumetti, lo Studio Barbato, attivo durante gli anni sessanta e al quale collaborarono numerosi fumettisti italiani come Luciano Bernasconi, Manuel Barbato, Alfio Consoli, Annibale Casabianca e Carlo Cedroni. Lavorò anche come traduttore e sceneggiatore per la RAI.